# Bahrains Grand Prix 2015
Bahrains Grand Prix 2015, officiellt 2015 Formula 1 Gulf Air Bahrain Grand Prix, var en Formel 1-tävling som hölls den 19 april 2015 på Bahrain International Circuit i Bahrain. Det var den fjärde tävlingen av Formel 1-säsongen 2015 och kördes över 57 varv. Vinnare av loppet blev Lewis Hamilton för Mercedes, tvåa blev Kimi Räikkönen för Ferrari, och trea blev Nico Rosberg för Mercedes.
Svenske Marcus Ericsson gjorde en mycket bra start då han gick från 13:e startposition till en 9:e plats efter att ha rundat fyra bilar redan i första kurvan. Han fortsatte att köra bra och låg på 8:e plats när han kom in för ett depåstopp på varv 26. Ett problem med en hjulmutter på främre vänstra hjulet gjorde att stoppet tog 27 sekunder och Ericsson föll ner till 17:e plats. Trots en ny fin körning slutade han utanför poängplats som 13:e i mål. 

## Kvalet
| KR. | Nr | Förare            | Konstruktör          | Q1        | Q2       | Q3       | Grid |
| --- | -- | ----------------- | -------------------- | --------- | -------- | -------- | ---- |
| 1   | 44 | Lewis Hamilton    | Mercedes             | 1:33,928  | 1:32,669 | 1:32,571 | 1    |
| 2   | 5  | Sebastian Vettel  | Ferrari              | 1:34,919  | 1:33,623 | 1:32,982 | 2    |
| 3   | 6  | Nico Rosberg      | Mercedes             | 1:34,398  | 1:33,878 | 1:33,129 | 3    |
| 4   | 7  | Kimi Räikkönen    | Ferrari              | 1:34,568  | 1:33,540 | 1:33,227 | 4    |
| 5   | 77 | Valtteri Bottas   | Williams-Mercedes    | 1:34,161  | 1:33,897 | 1:33,381 | 5    |
| 6   | 19 | Felipe Massa      | Williams-Mercedes    | 1:34,488  | 1:33,551 | 1:33,744 | 6    |
| 7   | 3  | Daniel Ricciardo  | Red Bull-Renault     | 1:34,691  | 1:34,403 | 1:33,832 | 7    |
| 8   | 27 | Nico Hülkenberg   | Force India-Mercedes | 1:35,653  | 1:34,613 | 1:34,450 | 8    |
| 9   | 55 | Carlos Sainz, Jr. | Toro Rosso-Renault   | 1:35,371  | 1:34,641 | 1:34,462 | 9    |
| 10  | 8  | Romain Grosjean   | Lotus-Mercedes       | 1:35,007  | 1:34,123 | 1:34,484 | 10   |
| 11  | 11 | Sergio Pérez      | Force India-Mercedes | 1:35,451  | 1:34,704 |          | 11   |
| 12  | 12 | Felipe Nasr       | Sauber-Ferrari       | 1:35,310  | 1:34,737 |          | 12   |
| 13  | 9  | Marcus Ericsson   | Sauber-Ferrari       | 1:35,438  | 1:35,034 |          | 13   |
| 14  | 14 | Fernando Alonso   | McLaren-Honda        | 1:35,205  | 1:35,039 |          | 14   |
| 15  | 33 | Max Verstappen    | Toro Rosso-Renault   | 1:35,611  | 1:35:103 |          | 15   |
| 16  | 13 | Pastor Maldonado  | Lotus-Mercedes       | 1:35,677  |          |          | 16   |
| 17  | 26 | Daniil Kvyat      | Red Bull-Renault     | 1:35,800  |          |          | 17   |
| 18  | 28 | Will Stevens      | Marussia-Ferrari     | 1:38,713  |          |          | 18   |
| 19  | 98 | Roberto Merhi     | Marussia-Ferrari     | 1:39,722  |          |          | 19   |
| —   | 22 | Jenson Button     | McLaren-Honda        | Ingen tid |          |          | 201  |

| Vidare från första kvalrundan ▬▬ Vidare från andra kvalrundan ▬▬ |

Noteringar:
- ^1  — Jenson Button satte ingen varvtid i kvalet och misslyckades därmed att nå gränsen på 107 procent av det snabbaste varvet i Q1. Han fick starta loppet efter att han fått dispens från domarna.[3]

## Loppet
| Pos. | Nr | Förare            | Konstruktör          | Varv | Tid         | Grid | P  |
| ---- | -- | ----------------- | -------------------- | ---- | ----------- | ---- | -- |
| 1    | 44 | Lewis Hamilton    | Mercedes             | 57   | 1:35:05,809 | 1    | 25 |
| 2    | 7  | Kimi Räikkönen    | Ferrari              | 57   | +3,380      | 4    | 18 |
| 3    | 6  | Nico Rosberg      | Mercedes             | 57   | +6,033      | 3    | 15 |
| 4    | 77 | Valtteri Bottas   | Williams-Mercedes    | 57   | +42,957     | 5    | 12 |
| 5    | 5  | Sebastian Vettel  | Ferrari              | 57   | +43,989     | 2    | 10 |
| 6    | 3  | Daniel Ricciardo  | Red Bull-Renault     | 57   | +1:01,751   | 7    | 8  |
| 7    | 8  | Romain Grosjean   | Lotus-Mercedes       | 56   | +1:24,763   | 10   | 6  |
| 8    | 11 | Sergio Pérez      | Force India-Mercedes | 56   | +1 varv     | 11   | 4  |
| 9    | 26 | Daniil Kvyat      | Red Bull-Renault     | 56   | +1 varv     | 18   | 2  |
| 10   | 19 | Felipe Massa      | Williams-Mercedes    | 56   | +1 varv     | 6    | 1  |
| 11   | 14 | Fernando Alonso   | McLaren-Honda        | 56   | +1 varv     | 14   |    |
| 12   | 12 | Felipe Nasr       | Sauber-Ferrari       | 56   | +1 varv     | 12   |    |
| 13   | 27 | Nico Hülkenberg   | Force India-Mercedes | 56   | +1 varv     | 8    |    |
| 14   | 9  | Marcus Ericsson   | Sauber-Ferrari       | 56   | +1 varv     | 13   |    |
| 15   | 13 | Pastor Maldonado  | Lotus-Mercedes       | 56   | +1 varv     | 17   |    |
| 16   | 28 | Will Stevens      | Marussia-Ferrari     | 55   | +1 varv     | 19   |    |
| 17   | 98 | Roberto Merhi     | Marussia-Ferrari     | 54   | +1 varv     | 20   |    |
| Ret  | 33 | Max Verstappen    | Toro Rosso-Renault   | 34   | Elektronik  | 15   |    |
| Ret  | 55 | Carlos Sainz, Jr. | Toro Rosso-Renault   | 29   | Hjulnav     | 9    |    |
| DNS  | 22 | Jenson Button     | McLaren-Honda        | 0    | Kraftenhet  | —    |    |

| Förare och stall som tog poäng ▬▬ |

## Ställning efter loppet
| Pos. | Förare           | Poäng |
| ---- | ---------------- | ----- |
| 1    | Lewis Hamilton   | 93    |
| 2    | Nico Rosberg     | 66    |
| 3    | Sebastian Vettel | 65    |
| 4    | Kimi Räikkönen   | 43    |
| 5    | Felipe Massa     | 31    |

| Pos. | Konstruktör       | Poäng |
| ---- | ----------------- | ----- |
| 1    | Mercedes          | 159   |
| 2    | Ferrari           | 107   |
| 3    | Williams-Mercedes | 61    |
| 4    | Red Bull-Renault  | 23    |
| 5    | Sauber-Ferrari    | 19    |

- Notering: Endast de fem bästa placeringarna i vardera mästerskap finns med på listorna.